# خرگوش جهنده پهلوسفید
خرگوش جهنده پهلوسفید (نام علمی: Lepus callotis)، که همچنین به عنوان خرگوش مکزیکی شناخته می‌شود، یک خرگوش جهنده است که در گستره محدودی در آمریکای شمالی، از جنوب نیومکزیکو تا شمال غربی و مرکزی مکزیک یافت می‌شود. این جانور در نیومکزیکو در معرض خطر تلقی می‌شود و تعداد آن در سال‌های گذشته کاهش یافته است. حضور آن در آریزونا نامشخص است.